# Pouydraguin
Pouydraguin település Franciaországban, Gers megyében. Lakosainak száma 123 fő (2022. január 1.). Pouydraguin Aignan, Bouzon-Gellenave, Lasserade, Loussous-Débat, Tasque és Termes-d’Armagnac községekkel határos.

## Népesség
A település népességének változása:
| Lakosok száma | 162  | 137  | 137  | 142  | 153  | 142  | 131  | 130  | 129  | 123  |
|               | 1968 | 1982 | 1990 | 2006 | 2013 | 2015 | 2017 | 2019 | 2020 | 2022 |